# Liste des éléments automoteurs diesels de la SNCF
Pour les articles homonymes, voir EAD.
Ne doit pas être confondu avec Autorail (en France) ou Élément automoteur double.

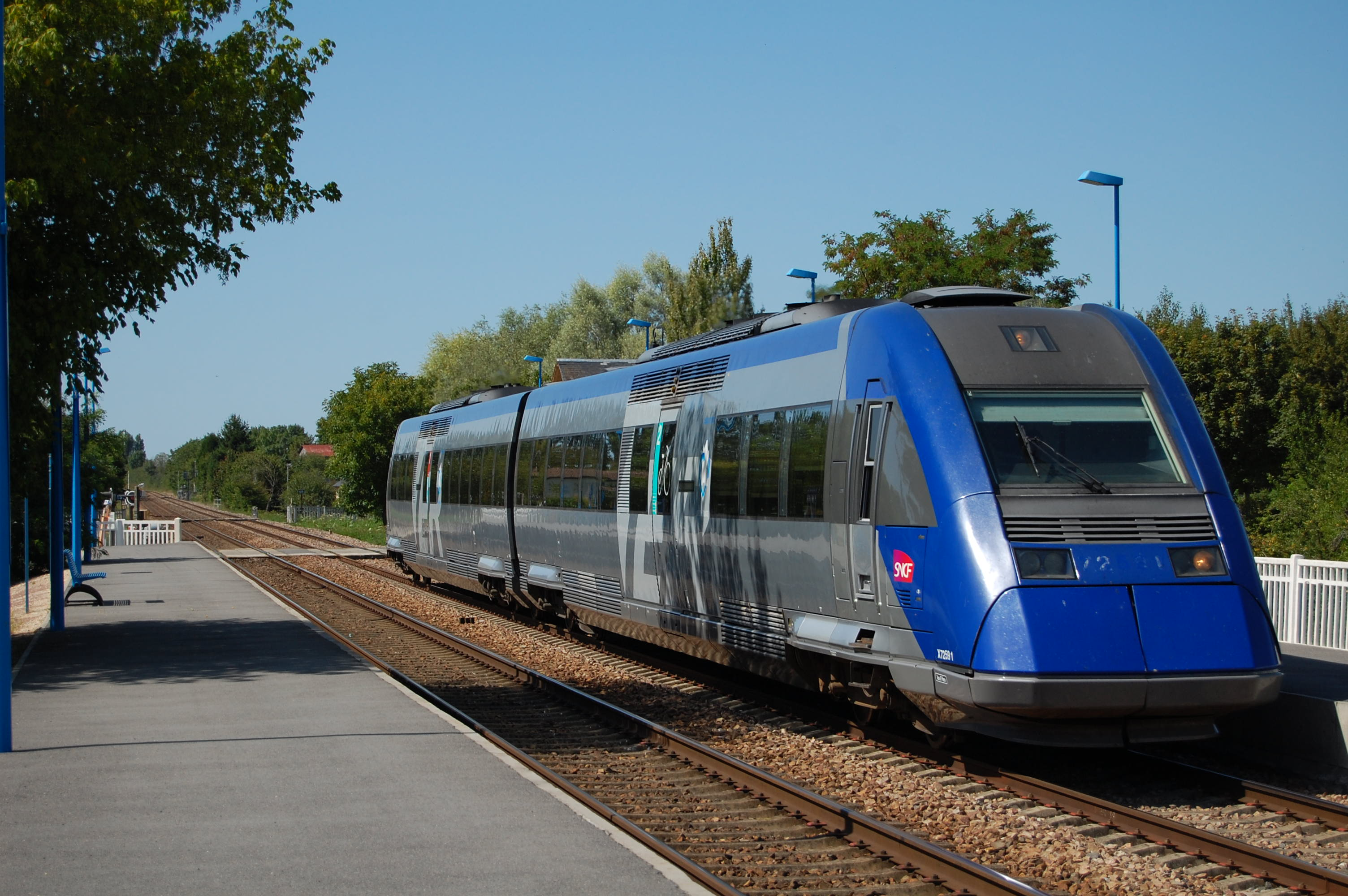
Un élément automoteur diesel moderne (ici un X 72500 à deux caisses) de la SNCF.

Cette page liste les éléments automoteurs diesels (EAD) de la Société nationale des chemins de fer français (SNCF).

## Liste des EAD en service

### Pour voie métrique
| Série   | Construction | Puissance  | Composition |
| ------- | ------------ | ---------- | ----------- |
| X 74500 | 2002         | 300 kW     | M+R         |
| X 97050 | 1989-1997    | 354/432 kW | M+R         |
| AMG 800 | 2009         | 880 kW     | M+M         |

### Autres EAD
| Série                     | Surnom         | Construction | Puissance  | Composition |
| ------------------------- | -------------- | ------------ | ---------- | ----------- |
| X 4300 (EAD),             | « Caravelle »  | 1963-1970    | 330 kW     | M+R         |
| X 4500 (EAD),             | « Caravelle »  | 1963-1970    | 330 kW     | M+R         |
| X 4630 (EAD),             | « Caravelle »  | 1971-1977    | 330 kW     | M+R         |
| X 4750 (EAD)              | « Caravelle »  | 1977-1978    | 440 kW     | M+R         |
| X 4790 (EAD)              | « Caravelle »  | 1977-1978    | 440 kW     | M+R         |
| X 4900, (EAD tri-caisses) | « Caravelle »  | 1975-1977    | 2 × 330 kW | M+R+M       |
| X 72500 (X TER)           | « Aspirateur » | 1997-2002    | 4 × 300 kW | M(+R)+M     |
| X 76500 (AGC/XGC)         |                | 2004-2010    | 2 × 662 kW | M+R(+R)+M   |

### Remorques d’EAD première catégorie
Ces remorques de première catégorie sont toujours accouplées à un type d’autorail pour former un élément automoteur (ici X 4300, X 4500, X 4900).
| Série                                                        |
| ------------------------------------------------------------ |
| XR 8300 pour la famille des Caravelles (X 4300 et consorts), |
| XR 8500 pour la famille des Caravelles (X 4500 et consorts), |
| XR 8900 pour la famille des Caravelles (X 4900),             |